# Yacine Bammou
Yacine Bammou (ar. ياسين بامو, ur. 9 listopada 1991 w Paryżu) – marokański piłkarz grający na pozycji napastnika. Od 2021 jest zawodnikiem klubu Ümraniyespor.

## Kariera piłkarska
Swoją karierę piłkarską Bammou rozpoczął w klubie AC Boulogne-Billancourt. W sezonie 2010/2011 zadebiutował w nim w siódmej lidze francuskiej. W debiutanckim sezonie awansował z nim do szóstej ligi. W 2012 roku przeszedł do czwartoligowego Évry FC i grał w nim przez rok.
Latem 2013 roku Bammou przeszedł do FC Nantes. Przez pierwszą połowę sezonu 2013/2014 grał w rezerwach tego klubu, a następnie był wypożyczony do trzecioligowego klubu Vendée Luçon Football. W 2014 wrócił do Nantes i 9 sierpnia 2014 zadebiutował w nim w Ligue 1 w wygranym 1:0 domowym meczu z RC Lens, gdy w 64. minucie zmienił Wenezuelczyka Fernanda Aristeguietę.
Latem 2018 Bammou został zawodnikiem SM Caen, w którym zadebiutował 18 sierpnia 2018 w zremisowanym 1:1 domowym meczu z OGC Nice. W sezonie 2018/2019 spadł z Caen z Ligue 1 do Ligue 2.
W sierpniu 2019 Bammou został wypożyczony do Alanyasporu, w którym swój debiut zaliczył 17 sierpnia 2019 w zwycięskim 1:0 wyjazdowym meczu z Kayserisporem. W Alanyasporze grał przez rok. W sezonie 2020/2021 ponownie grał w Caen.
Latem 2021 Bammou przeszedł do Ümraniyesporu. Zadebiutował w nim 16 sierpnia 2021 w zwycięskim 3:0 wyjazdowym spotkaniu z Kocaelisporem.
| Sezon   | Klub                    | Kraj    | Rozgrywki            | Mecze | Gole |
| ------- | ----------------------- | ------- | -------------------- | ----- | ---- |
| 2010/11 | AC Boulogne-Billancourt | Francja | VII liga             | ?     | ?    |
| 2012/13 | Évry FC                 | Francja | CFA 2                | 22    | 6    |
| 2013/14 | FC Nantes B             | Francja | CFA                  | 12    | 3    |
| 2013/14 | Vendée Luçon Football   | Francja | Championnat National | 13    | 0    |
| 2014/15 | FC Nantes               | Francja | Ligue 1              | 37    | 4    |
| 2015/16 | FC Nantes               | Francja | Ligue 1              | 32    | 4    |
| 2016/17 | FC Nantes               | Francja | Ligue 1              | 32    | 4    |
| 2017/18 | FC Nantes               | Francja | Ligue 1              | 16    | 3    |
| 2017/18 | FC Nantes B             | Francja | CFA                  | 1     | 1    |
| 2018/19 | SM Caen                 | Francja | Ligue 1              | 17    | 2    |
| 2018/19 | SM Caen B               | Francja | CFA                  | 2     | 0    |
| 2019/20 | Alanyaspor              | Turcja  | Süper Lig            | 18    | 2    |
| 2020/21 | SM Caen                 | Francja | Ligue 2              | 17    | 6    |

## Kariera reprezentacyjna
W reprezentacji Maroka Bammou zadebiutował 28 marca 2015 roku w przegranym 0:1 towarzyskim meczu z Urugwajem, rozegranym w Agadirze, gdy w 84. minucie zmienił Abderrazaka Hamdallaha.